# Alexander Sándor Járay
Alexander Sándor Járay (1870 in Temesvár, Österreich-Ungarn – 5. Juli 1943 in Hendon, London, Vereinigtes Königreich) war ein österreichischer Bildhauer, der nach der Machtübernahme der Nationalsozialisten in Österreich im März 1938 zur Emigration gezwungen war.

## Leben und Werk

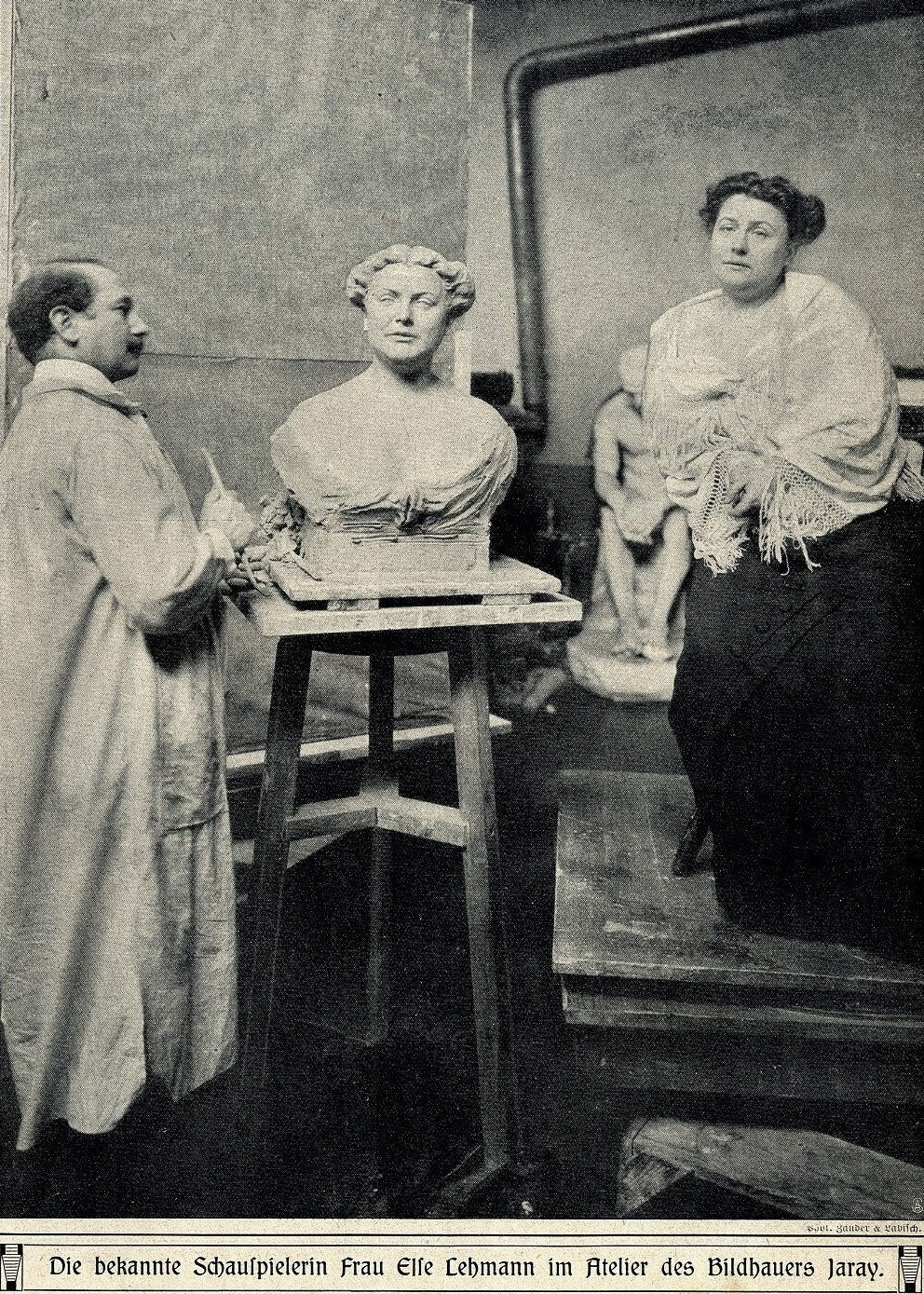
Die Schauspielerin Else Lehmann im Atelier des Bildhauers Járay (1910)

Seine Eltern waren der Möbelfabrikant Sigmund Járay (1838–1908) und Mathilde geb. Eckstein (1845–1902). Die Familie hieß ursprünglich Jeitteles. Er hatte drei Brüder, Max, Karl und Alfred, und eine Schwester, Gisela, später verehelichte Stricker. Einer seiner Onkel war Sándor Járay (1845–1916), ein Kunstmöbelfabrikant und Innenausstatter. Einer seiner Cousins war der Architekt Karl Járay (1878–1947).
Alexander Sándor Járay war auch als Schauspieler tätig. Er wurde akademischer Bildhauer und war in erster Ehe mit Karolina Carla geb. Nagy-Buck verheiratet. Das Paar hatte einen Sohn, Stephan, geboren im März 1906 in Berlin. Nach dem Tod seiner ersten Frau im Jahr 1936 heiratete er die Wiener Kunsthändlerin Lea Bondi (1880–1969). 1938 wurde die Galerie Würthle, die im Eigentum seiner zweiten Ehefrau stand, „arisiert“. 1939 emigrierte Járay mit seiner Frau nach England. Nach seinem Tod etablierte sich seine Witwe auch dort als Galeristin, sie führte die St. George’s Gallery. Auch sein Sohn konnte dem Holocaust entkommen, allerdings erst nach neun Monaten KZ-Haft in Dachau.
Für seine Skulpturen nutzte er zumeist weißen Marmor oder er goss sie in Bronze. Es handelte sich zumeist um jüngere namenlose Mädchen oder um berühmte ältere Männer in weitgehend naturalistischer Gestaltung. In Marmor gibt es das Liszt-Denkmal (Eisenstadt), einen Seinen Zopf flechtender Mädchenakt, die Kugelspielerin und eine Tänzerin. In Bronze gibt es Mutter mit Kind oder Josef Kainz als Hamlet. Für eine besonders luxuriöse Statuette einer Tänzerin mit Kastagnetten kombinierte er Elfenbein mit patinierter Bronze auf einem Onyx-Sockel. Er gestaltete die Büste Arthur Schnitzlers, die später im Burgtheater aufgestellt wurde, und die Totenmaske von Karl Kraus. An der ehemaligen Geburtsklinik im Berliner Strassmann-Haus finden sich mehrere Reliefs, darunter das eines lesenden Mannes.
Die britische Künstlerin Tess Jaray, geboren 1937, ist seine Großnichte. Auch der österreichische Schauspieler Hans Jaray (1906–1990) zählte zu seinen Verwandten. Sein Sohn starb 1966 in Sydney.

## Galerie

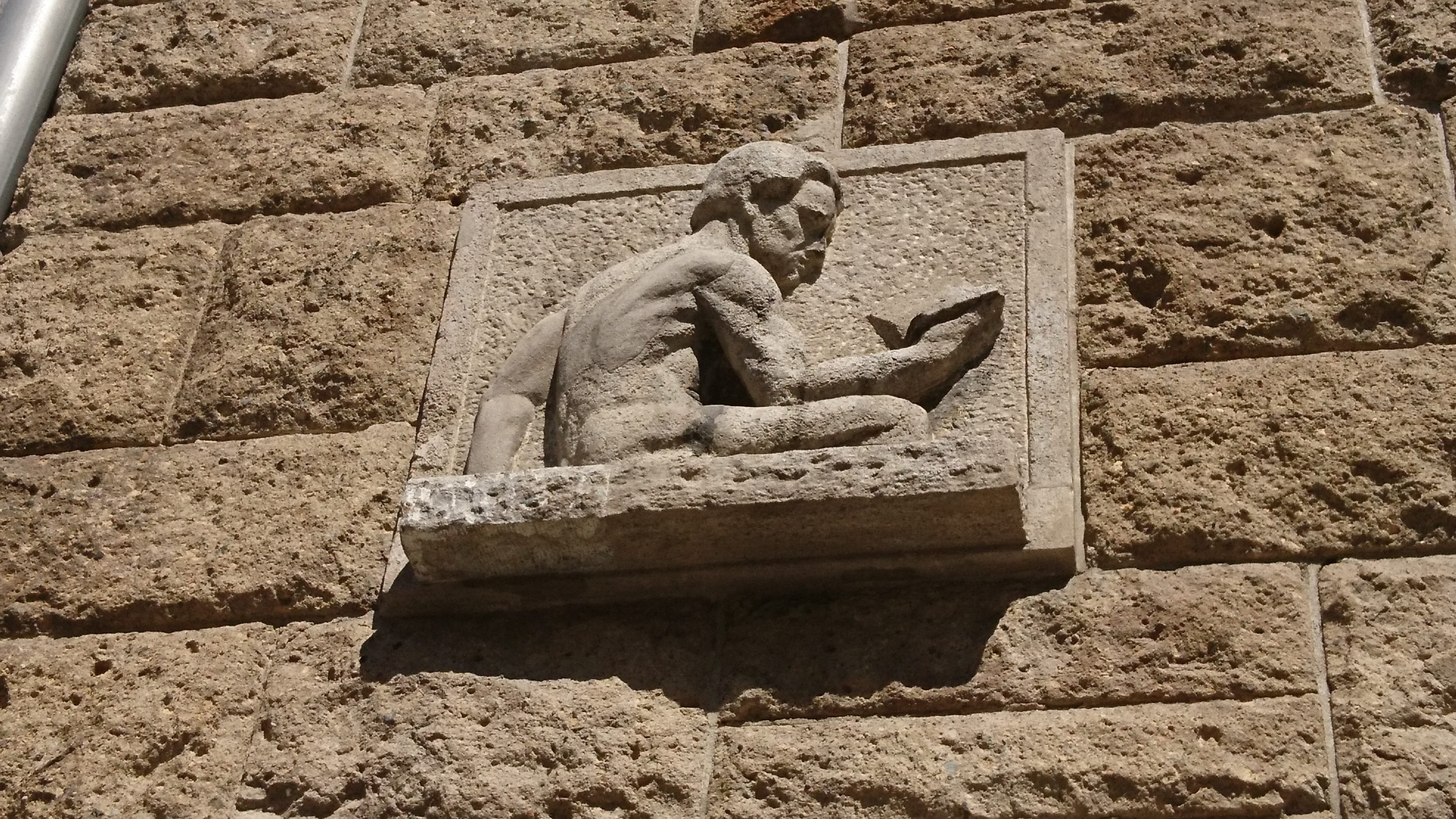
Lesender Mann
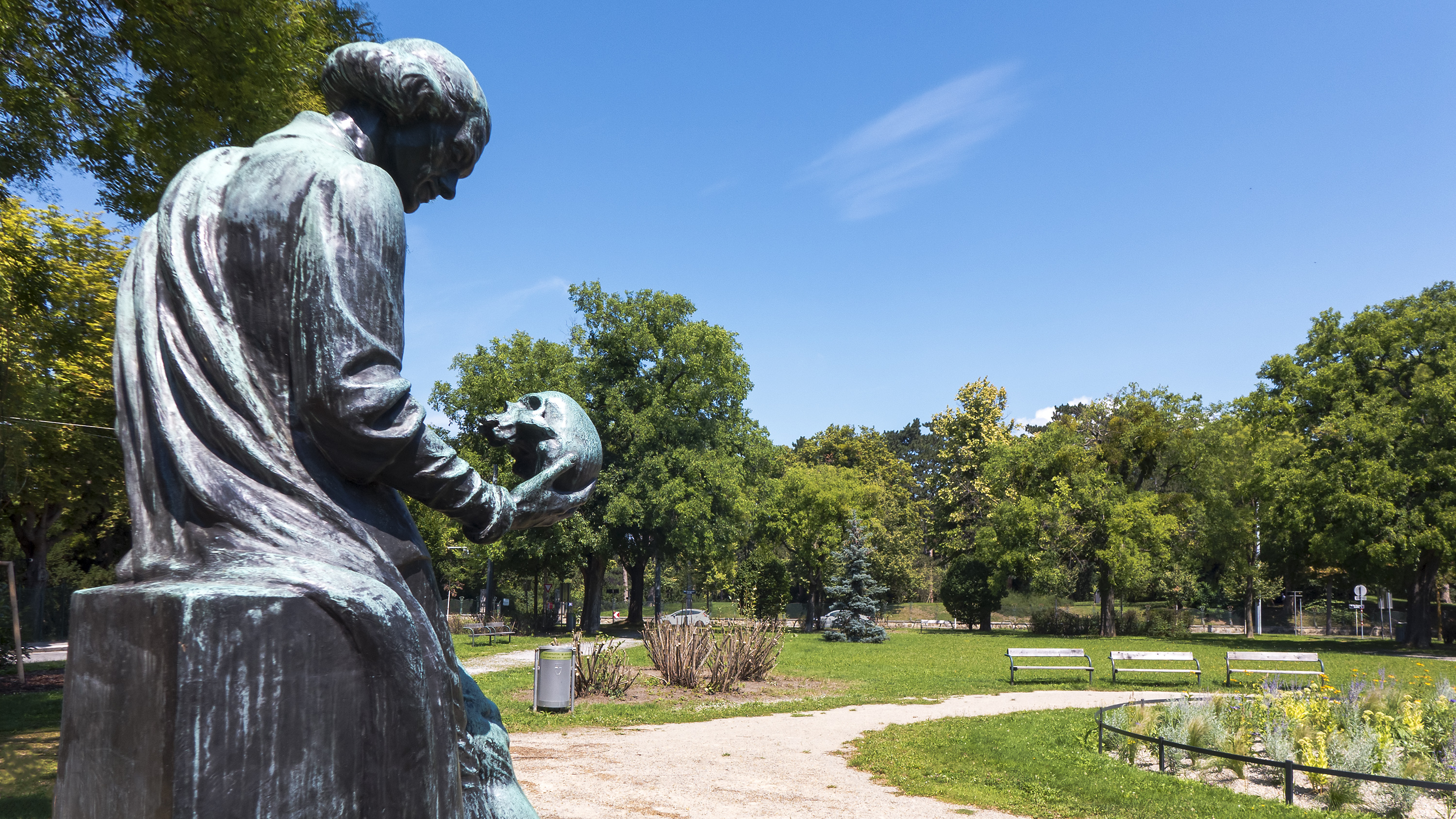
Josef-Kainz-Denkmal
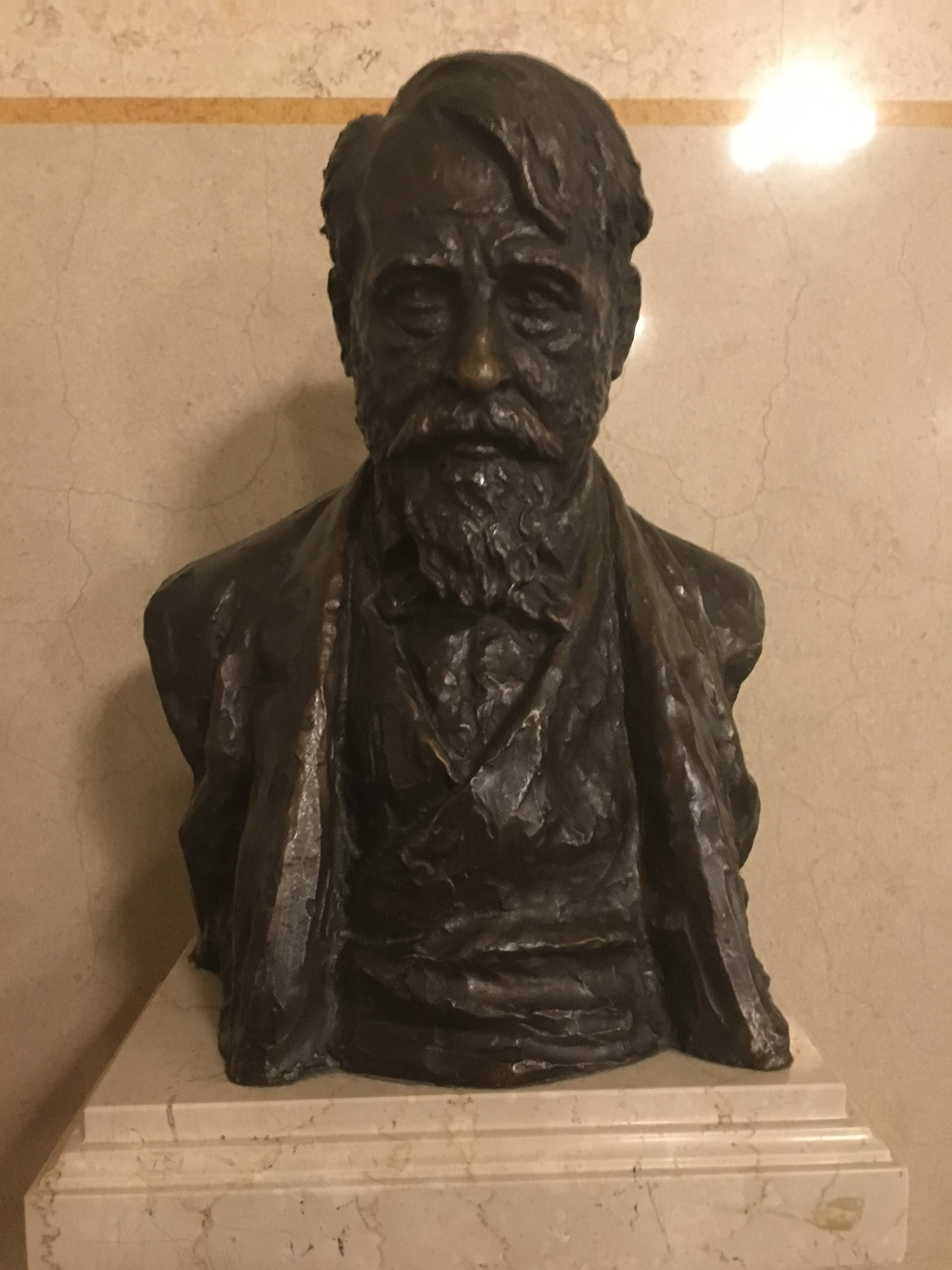
Arthur Schnitzler